# Андрис Преториус
Андрис Преториус (на африкаанс: Andries Wilhelmus Jacobus Pretorius (27 ноември 1798 г. – 23 юли 1853 г.) е лидер на бурите.
Той е основател на Южноафриканската република (Трансваал) и на по-ранната краткотрайна Наталска република в Южна Африка. Известен е също с победата на 470 бурски фортрекери под негово командване срещу 15 000 зулуси в Битката при Блъд Ривър на 16 декември 1838 г.
Южноафриканската столица Претория е наименувана в негова чест.